# Melanopsidae
Melanopsidae es una familia de gasterópodos de agua dulce del orden Sorbeoconcha. Las especies de esta familia son nativas del sur y el este de Europa, norte de África, zonas de Oriente Medio, Nueva Zelanda, y arroyos de algunas de las mayores islas del Pacífico Sur.
Estos caracoles aparecieron en el Cretácico tardío y están estrechamente emparentados con la familia Potamididae. Además de la evolución unidireccional, en la que una especie da lugar a otra, el proceso de hibridación juega un papel muy importante en la aparición de nuevas especies en esta familia.

## Géneros
La familia Melanopsidae incluye los siguientes géneros:
- Esperiana Bourguignat, 1877[3] - sinónimo: Fagotia Bourguignat, 1884[4][5][6]
- Holandriana Bourguignat, 1884[3] - sinónimo: Amphimelania P. Fischer, 1885[4][5][7]
  - Holandriana holandrii (C. Pfeiffer, 1828)[3][8] o Amphimelania holandrii (C. Pfeiffer, 1828)[9]
- † Megalonoda Kollmann, 1984[10]
- Melanopsis Férussac, 1807 - tipo de la familia Melanopsidae[4][5][3]
- Microcolpia Bourguignat, 1884[11]
- † Pseudobellardia Cox, 1931[5]
- † Pseudofagotia Anistratenko, 1993[12]
- † Stomatopsis Stache, 1871[4][5]
- † Stilospirula Rovereto, 1899 - sinónimo: Stylospirula Rovereto, 1899[5][13]
- † Turripontica Anistratenko, 1993[14]
- Zemelanopsis Finlay, 1927[15]
  - Zemelanopsis trifasciata (Gray, 1843)[15]